# Crocuta crocuta ultima
La iena delle caverne orientale (Crocuta crocuta ultima, Matsumoto, 1915) è un tipo di iena ormai estinta originaria dell'Asia orientale durante il Pleistocene. Come la iena delle caverne occidentale, era un animale più grande e robusto della iena macchiata odierna e usava le caverne come tane e depositi di cibo.
Il suo stato tassonomico è tuttora dibattuto, perché certi biologi la considerano una sottospecie della iena macchiata, altri sostengono invece che si tratti di una specie a sé stante, citando soprattutto la sua posizione filogenetica basale e la forma del telencefalo, che è meno sviluppato di quella della iena macchiata.

## Paleobiologia

### Descrizione
Si distingueva dall'odierna iena macchiata africana dalle dimensioni leggermente superiori, dagli arti più brevi e dalla dentizione ipertrofizzata, simile a quella della iena delle caverne occidentale. Le ossa distali erano però più lunghe di quelle del suo parente occidentale, indicando che era più adattata a una vita all'aperto invece che nelle grotte. Le vertebre cervicali erano inoltre più robuste di quelle della iena macchiata, permettendo all'animale di sollevare pezzi di carcassa più grandi.

### Cervello
I calchi digitali endocranici presi dalle iene macchiate odierne e quello di un cranio di iena delle caverne orientale dimostrarono che quest'ultima disponeva di un volume encefalico di 278 cm³, superiore sia a quello della iena delle caverne occidentale, sia della iena macchiata odierna, che hanno un volume medio di 174-218 cm³ e 160 cm³ rispettivamente. Nelle iene delle caverne, però, il telencefalo anteriore occupava solo il 17,7% del volume encefalico totale, in contrasto alla iena macchiata, il cui telencefalo anteriore occupa 24,5%. 
Siccome studi precedenti hanno dimostrato una correlazione tra lo sviluppo del telencefalo, la sociabilità e flessibilità alimentare nelle iene, è stato proposto alla luce di questa scoperta che la iena delle caverne non dimostrasse comportamenti sociali complessi o adattabilità paragonabili alla iena macchiata, e che fosse invece più simile in comportamento alle odierne iene striate e brune, entrambe note come "spazzini solitari". Poiché tali differenze non corrispondono a ciò che si aspetta da semplici varianti geografiche d'una singola specie, i ricercatori che hanno condotto lo studio hanno proposto che queste differenze comportino un'indicazione dello stato specifico della iena delle caverne.

### Habitat
Considerando le preferenze ambientali dell'odierna iena macchiata e le specie di prede rinvenute dalle tane di C. c. ultima in Russia meridionale, è evidente che quest'ultima preferiva le zone di steppa e steppa-foresta. La iena delle caverne era apparentemente incapace di vivere in zone di permafrost, non essendo presenti suoi resti più a nord del 43°N, che coincide con il limite meridionale del permafrost siberiano del Pleistocene superiore. Sebbene l'Asia settentrionale abbondasse di prede, mancavano le caverne abitabili e il permafrost avrebbe impedito alle iene di scavare rifugi per i cuccioli, che sarebbero stati vulnerabili ai leoni, ai lupi e agli orsi. Le analisi tafonomiche del carsismo di Boh Dambang in Cambogia meridionale, contenente i resti di C. c. ultima, indicano che vivesse in un ambiente misto dominato dalle pianure.

### Dieta
I premolari di C. c. ultima erano più grandi di quelli della iena macchiata, e le loro superfici erano meno taglienti di quelli della iena delle caverne occidentale. Questo, insieme agli arti relativamente brevi, fanno supporre che C. c. ultima fosse uno spazzino specializzato e un cacciatore meno attivo delle altre due iene. Un'analisi sull'usura dei denti di iene macchiate e dei resti fossili di C. c. ultima, dimostrarono però che la forma asiatica consumava le prede con meno efficienza della forma attuale. Denti rinvenuti dalla trincea di Penghu nello stretto di Formosa risalenti al Pleistocene medio, dimostrano un allungamento della superficie tagliente del quarto premolare superiore, indicando un progressivo adattamento al digerire la carne e, forse, comportamenti di caccia attiva nelle iene dell'odierna Taiwan.
Nella caverna RGO del territorio del Litorale, evidentemente usata dalle iene come deposito delle prede, i resti più comuni sono riferibili a cavalli, bisonti della steppa, cervi nobili e sika. Sono presenti nella stessa caverna resti di mammut e di rinoceronte lanoso. Tutte le mandibole di iena rinvenute dal sito mostrano segni di rosicchiatura, indicando casi di cannibalismo. Il carsismo di Boh Dambang è invece dominato principalmente dai resti di gaur e di bufali, con l'aggiunta di cinghiali, sambar, tameng e altri cervidi più piccoli.

### Nemici e concorrenti
C. c. ultima coesisteva in Asia orientale con la iena gigante Pachycrocuta, che fu totalmente rimpiazzata dal primo durante il Pleistocene medio intermedio o superiore.
Dai dati isotopici rinvenuti nel sito Boh Dambang risulta evidente, come del resto accade oggi, una differenziazione di nicchia tra iene e leopardi, i leopardi preferendo prede nelle zone di foresta e le iene preferendo quelle di zone aperte o miste.

## Evoluzione e filogenia
I reperti fossili puntano a una origine africana per il genere Crocuta, che successivamente si espanse in Eurasia durante il Pleistocene superiore, per poi restringersi nel continente d'origine. Le date ottenute con il metodo del carbonio-14 su fossili in Europa indicano che la colonizzazione eurasiatica avvenne circa 430.000-163.000 anni fa.
Un albero filogenetico basato sul citocromo b delle iene macchiate viventi e fossili punta all'esistenza di quattro aplogruppi denominati A1/2, B, C, e D, con D rappresentando C. c. ultima. Tutti e quattro derivano da una popolazione ancestrale asiatica legata alla steppa eurasiatica che cominciò a frammentarsi nel Pleistocene medio a causa di cambiamenti climattici:
|  | C (Africa meridionale)  |
|  |                         |
|  | B† (Europa occidentale) |
|  |                         |

|  | A1† (Eurasia occidentale)  |
|  |                            |
|  | A2 (Africa settentrionale) |
|  |                            |

|  | C (Africa meridionale)  |
|  |                         |
|  | B† (Europa occidentale) |
|  |                         |

|  | A1† (Eurasia occidentale)  |
|  |                            |
|  | A2 (Africa settentrionale) |
|  |                            |

|  | C (Africa meridionale)  |
|  |                         |
|  | B† (Europa occidentale) |
|  |                         |

|  | A1† (Eurasia occidentale)  |
|  |                            |
|  | A2 (Africa settentrionale) |
|  |                            |

|  | C (Africa meridionale)  |
|  |                         |
|  | B† (Europa occidentale) |
|  |                         |

|  | A1† (Eurasia occidentale)  |
|  |                            |
|  | A2 (Africa settentrionale) |
|  |                            |

Le analisi dimostrarono che C. c. ultima rappresenta il clade più basale entro la specie C. crocuta. Se considerata una specie propriamente detta, si riconoscono due sottospecie: C. u. ultima della Cina e C. u. ussurica della Cina e della Russia orientale, vissute nel Pleistocene medio e superiore rispettivamente. La seconda sottospecie sembrerebbe una forma più derivata, con premolari più grandi e non disponendo d'un primo molare superiore.

## Estinzione
Almeno nell'Asia orientale meridionale, la scomparsa di C. c. ultima coincise con il periodo di transizione tra il Pleistocene e l'Olocene circa 11.500 anni fa, quando i monsoni estivi si prolungarono, causando il declino delle pianure a favore delle foreste tropicali. In tale contesto, la iena si sarebbe trovata svantaggiata in confronto alle tigri e ai leopardi, che sono più efficaci nell'inseguire prede in zone boscose. È inoltre possibile che le iene facessero concorrenza con le prime popolazioni di cacciatori umani per le prede nelle ultime zone di pianura rimaste.